# I’ll Follow the Sun
«I’ll Follow the Sun» (с англ. — «Я пойду за солнцем») — песня группы «Битлз», официально вышедшая в 1964 году на альбомах Beatles for Sale и Beatles ’65 (впоследствии была включена также в мини-альбом Beatles for Sale (No. 2)). Песня написана и исполняется Полом Маккартни (приписана Леннону и Маккартни); представляет собой мажорную, но слегка меланхоличную балладу.

## История песни
Песня является одной из самых ранних композиций, приписанных Леннону и Маккартни, — она была написана Маккартни в 1959 году. Сохранилась довольно грубая запись песни, сделанная дома у Маккартни в апреле 1960 года (Маккартни, Леннон и Харрисон играли на акустических гитарах, когда как партию баса исполнял Стюарт Сатклифф).
Песня довольно редко исполнялась группой вживую, однако в конце 1964 года, когда музыканты усиленно искали материал, чтобы заполнить альбом Beatles for Sale, было решено «оживить» эту композицию.

## Запись песни
Песня была записана 18 октября 1964 года в студии «Эбби Роуд». В общей сложности было записано восемь дублей. Во время записи участники неоднократно заливались смехом, единственным полным дублем стал именно последний, восьмой дубль. Довольно необычные звуки ударных — это на самом деле хлопки Ринго Старра по коленкам; подобный эффект был предложен Полом Маккартни.
В записи участвовали:
- Пол Маккартни — основной вокал, бас-гитара, акустическая гитара
- Джон Леннон — подголоски, ритм-гитара
- Джордж Харрисон — соло-гитара
- Ринго Старр — перкуссия

## Кавер-версии
- Американский кантри-исполнитель Дэвид Болл записал свою версию песни для сборного трибьют-альбома Come Together: America Salutes The Beatles (1995 год).
- Пол Маккартни неоднократно исполнял эту песню вживую на своих концертах[6].
- Американский исполнитель Глен Филлипс записал кавер-версию песни для саундтрека к фильму «Представь себе» с участием Эдди Мёрфи (2009 год).